# Stan Bijl
Stan Bijl (Hoorn, 10 januari 1995) is een Nederlands voormalig voetballer die als doelman speelde.
Bijl begon bij Zwaluwen '30 en doorliep vervolgens de jeugdopleiding van AFC Ajax. In 2013 ging hij naar N.E.C.. Hij speelde in het seizoen 2014/2015 bij het eerste van N.E.C. als reservedoelman en werd dat seizoen kampioen van de Jupiler League. Hij maakte op de laatste speelronde tegen VVV-Venlo zijn debuut (3–1 verlies), toen hij na 76 minuten inviel voor Mike Vanhamel. Hierna kwam zijn profloopbaan ten einde en ging hij in het seizoen 2015/16 spelen voor Magreb '90 als amateur. In februari 2016 verliet hij de club na een meningsverschil. Vanaf het seizoen 2016/17 speelt hij als amateur voor ASV De Dijk. Met de club werd hij kampioen in de Derde divisie zondag en promoveerde naar de Tweede divisie. In de winterstop van het seizoen 2017/18 beëindigde hij zijn spelersloopbaan.
Bijl is actief als jeugd(keepers)trainer bij Ajax. In 2016 richtte Bijl samen met Dennis Gentenaar een keepersschool op. Hij trainde twee seizoenen het hoogste jeugdteam van VPV Purmersteijn. Medio 2018 werd hij trainer van het zondagteam van SV De Meer.

## Profstatistieken
| Seizoen | Club        | Land      | Competitie           | Weds | Goals |
| ------- | ----------- | --------- | -------------------- | ---- | ----- |
| 2014/15 | N.E.C.      | Nederland | Jupiler League       | 1    | 0     |
| 2015/16 | Magreb '90  | Nederland | Topklasse Zondag     | 8    | 0     |
| 2016/17 | ASV De Dijk | Nederland | Derde divisie zondag | 1    | 0     |
| 2017/18 | ASV De Dijk | Nederland | Tweede divisie       | 5    | 0     |
| Totaal  |             |           |                      | 15   | 0     |

Laatst bijgewerkt: 10 januari 2019

## Erelijst
N.E.C.
- Kampioen Eerste divisie

2014/15
 ASV De Dijk
- Kampioen Derde divisie zondag

2016/17